# Храм Христа Спасителя (Калінінград)
Храм Христа Спасителя — кафедральний собор Калінінградської єпархії Російської православної церкви, побудований за проектом архітектора Олега Копилова. Розрахований на 3 000 осіб. Висота (до хреста) досягає 51 метрів. Храм розташований на центральній площі Калінінграда — площі Перемоги.
Храм побудований в стилі Володимиро-Суздальського храмового зодчества.

## Історія

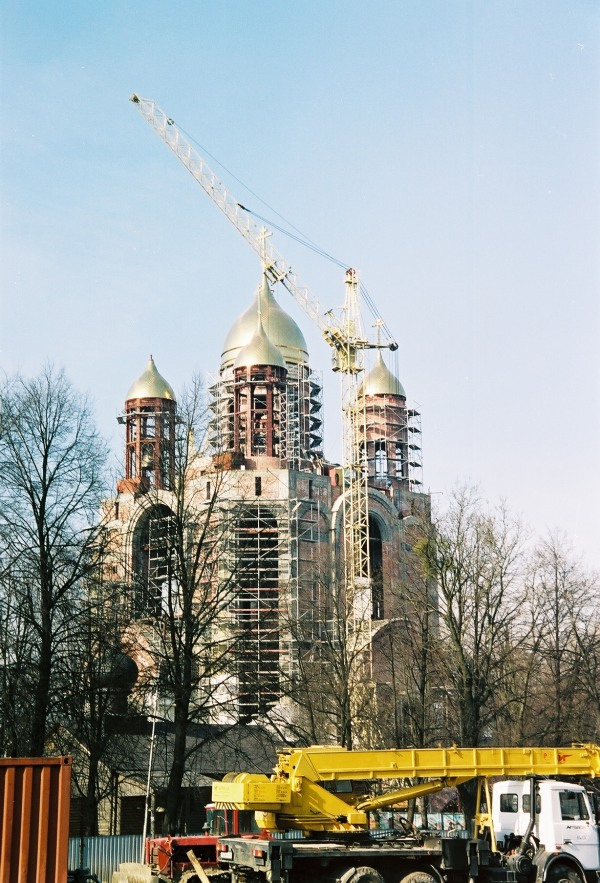
Храм Христа Спасителя. Квітень 2005 року

Історія калінінградського Кафедрального собору Христа Спасителя бере відлік із 30 квітня 1995 року (з дня святкування 10-річчя православ'я на калінінградській землі.
Того дня від Хрестовоздвиженського собору до скверу на площі Перемоги пройшов загальноміський хресний хід. Після молебню на місці майбутнього храму митрополитом Смоленським і Калінінградським Кирилом було освячено закладний камінь, а також встановлено семиметровий дерев'яний хрест. Майбутній собор повинен був стати символом православ'я на калінінградській землі.
Він був задуманий як перший у місті храм, збудований відповідно до канонів православного зодчества — п'ятиглавий золотоверхий білокам'яний собор, подібний храмам Псковського кремля.
До 1985 року в Калінінграді не було жодного православного храму. Відкриті в подальшому парафії діяли, як правило, в стінах німецьких культових споруд, які потребували реставрації. Першим настоятелем проектованого собору був призначений ігумен Меркурій (Іванов).
У травні 1995 року був обраний проект майбутнього храму: його автором став архітектор Олег Копилов. Проект був схвалений Патріархом Московським і всієї Русі Алексієм II.
23 червня 1996 року митрополит Смоленський і Калінінградський Кирило і перший Президент Росії Борис Єльцин заклали у фундамент майбутнього собору капсулу з освяченою землею, взятої з-під стін храму Христа Спасителя в Москві.

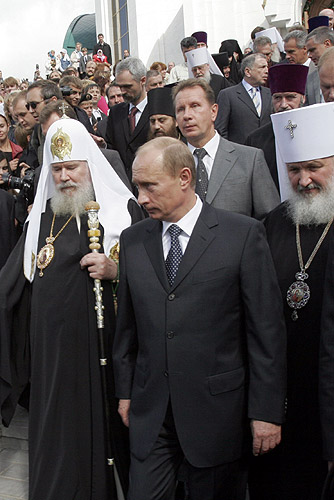
Відвідування собору у вересні 2006 року Володимиром Путіним з патріархом Алексієм II і митрополитом Кирилом

В кінці червня 1996 року поруч із будмайданчиком собору був споруджений дерев'яний Малий собор Христа Спасителя. Цей храм був освячений митрополитом Кирилом в ім'я Спаса Нерукотворного. Перше святкове богослужіння відбулося 27 вересня 1996 року. Цей храм простояв поруч зі споруджуваним собором до 2009 року, після чого був розібраний і зібраний знову в калінінградському мікрорайоні «Сельма».
Архітектурний устрій ансамблю собору Христа Спасителя розроблений в стилі володимиро-суздальського храмового зодчества, який поєднується з досягненнями в галузі сучасної архітектури і дизайну.
Будівля собору являє собою восьмикутник з виступаючими арочними порталами входів. П'ятикупольний в своїй основі собор увінчаний шостим куполом з східної сторони над вівтарною апсидою, як символ біблійного шестоднева. Шоломоподібні куполи створені в давньовізантійському храмовому стилі. Загальна висота собору 69 м. Площа застеклення більше 1000 м², площа гранітно-мармурового облицювання підлоги близько 11 тис. кв. м. На дзвіниці храму знаходяться 13 дзвонів, найбільший з яких вагою 14 тонн.
Верхній храм Кафедрального собору місткістю до 3000 чоловік присвячений святу Різдва Христового. Нижній храм присвячений на честь нерукотворного образу Христа. Він знаходиться в цокольному поверсі стилобату і розрахований на 200 осіб. Інфраструктура храму включає в себе дитячі класи церковно-приходської школи, конференц-зал, трапезну.
Верхній храм Різдва Христового освячено 10 вересня 2006 року патріархом Алексієм II, освячення приурочено до 20-річчя відкриття першого православного храму в Калінінграді.
Нижній храм в ім'я Спаса Нерукотворного освячений 27 вересня 2007 року митрополитом Кирилом. У храмі був встановлений переданий в 1996 році Свято-Князь-Володимирським братством з Німеччини «Мемельский іконостас», створений під час Семирічної війни для російського гарнізону в Мемелі (нині — Клайпеда). За пропозицією голови цього братства (Гліба Рара) нижній храм виконує функцію храму військової слави і є храмом-пам'ятником в пам'ять про російських воїнів, які загинули в Семирічній війні та Наполеонівських війнах, Першій і Другій світових війнах в Східній Пруссії.
У липні 2010 року поруч із собором було відкрито новий невеликий храм, створений в такому ж стилі, — храм Петра і Февронії.
3 жовтня 2010 року перед початком літургії патріарх Кирил передав головному храму найзахіднішої російської єпархії антимінс, який був освячений ним на Далекому Сході в ході Першосвятительського візиту на Камчатку.
22 грудня 2012 року патріарх Кирил звершив освячення нового корпусу гімназії при кафедральному соборі.